# سيتروين سي5 II
سيتروين سي5 II هي سيارة من تصنيع سيتروين، وهي الجيل الثاني من سيارة سيتروين سي5 بعد سيتروين سي5 I.